# Балао
Бала̀о (на италиански: Ballao; на сардински: Ballau, Балау) е село и община в Южна Италия, провинция Южна Сардиния, автономен регион и остров Сардиния. Разположено е на 98 m надморска височина. Населението на общината е 882 души (към 2010 г.).